# 黑犀
黑犀，是犀科黑犀屬的唯一一種，產于非洲的肯尼亞、坦桑尼亞、喀麥隆、南非、納米比亞和津巴布韋。儘管名叫黑犀，它們的體表顔色實際上更接近于灰白色，這個名字一般被用來區別于白犀（Ceratotherium simum），事實上這兩種犀牛的區別不在于顔色，而主要在於體型，黑犀要比白犀小許多。
黑犀目前包括四個亞種，被列爲瀕危動物。

## 外表特徵

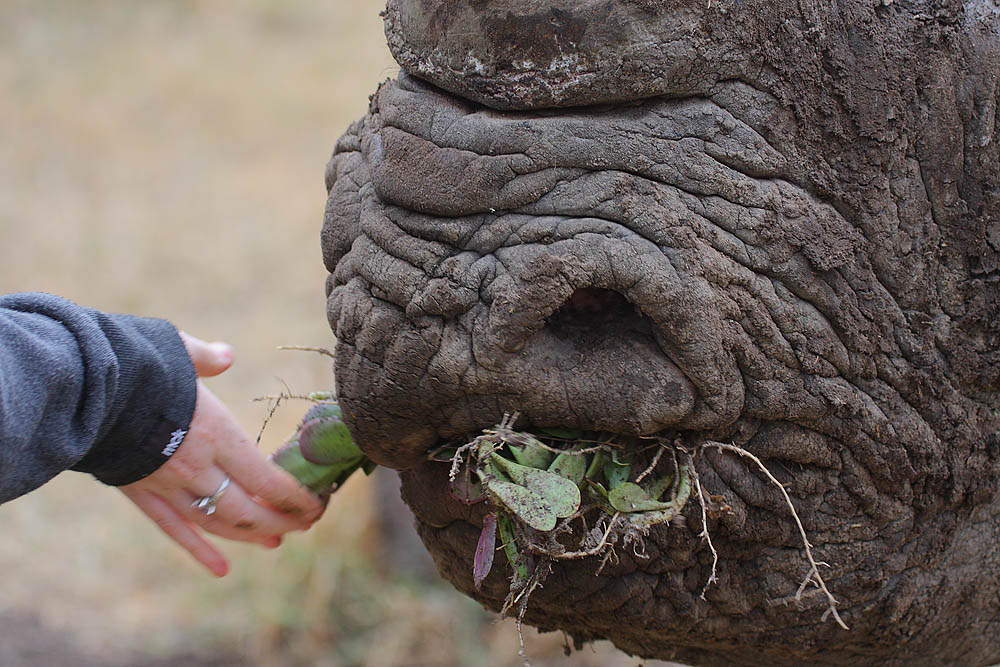
尖嘴

成年黑犀肩高143-160釐米，身長2.86-3.05米，體重在800-1400公斤之間，最重的可達1820公斤，母犀牛要比公犀牛輕。
黑犀的一對角為角質，前角較長，一般為50釐米，最長的可達140釐米。有時候還會長出第三支比較小的角。犀牛角的作用主要用於防禦、示意和覓食。
黑犀的嘴較尖，耳朵較小，而白犀的嘴唇則比較寬，耳朵較大。
黑犀的皮膚很厚，能夠防止鋒利的草插入或劃破身體。視力極差，主要依靠聽覺和嗅覺來發現敵人

## 習性
黑犀是草食動物，它們食譜廣泛，包括樹葉、樹枝、幼芽、灌木以及水果等，据研究，它們可以吃多達220種不同的植物。在旱季，黑犀最多能夠在無水狀態下存活5天。它們主要生活在非洲大草原和熱帶叢林中。

## 繁殖
成年黑犀為獨居動物，只在交配的時候在一起生活。交配的黑犀會一起生活2-3天甚至幾周。
孕期約為15-16個月。每胎一仔，出生時的小黑犀重量約為35-50公斤。斷奶期為2年，2-3年后即離開母親。母黑犀的性成熟期為5年，公黑犀為7年。野生黑犀的平均壽命為35-50年。

## 數量

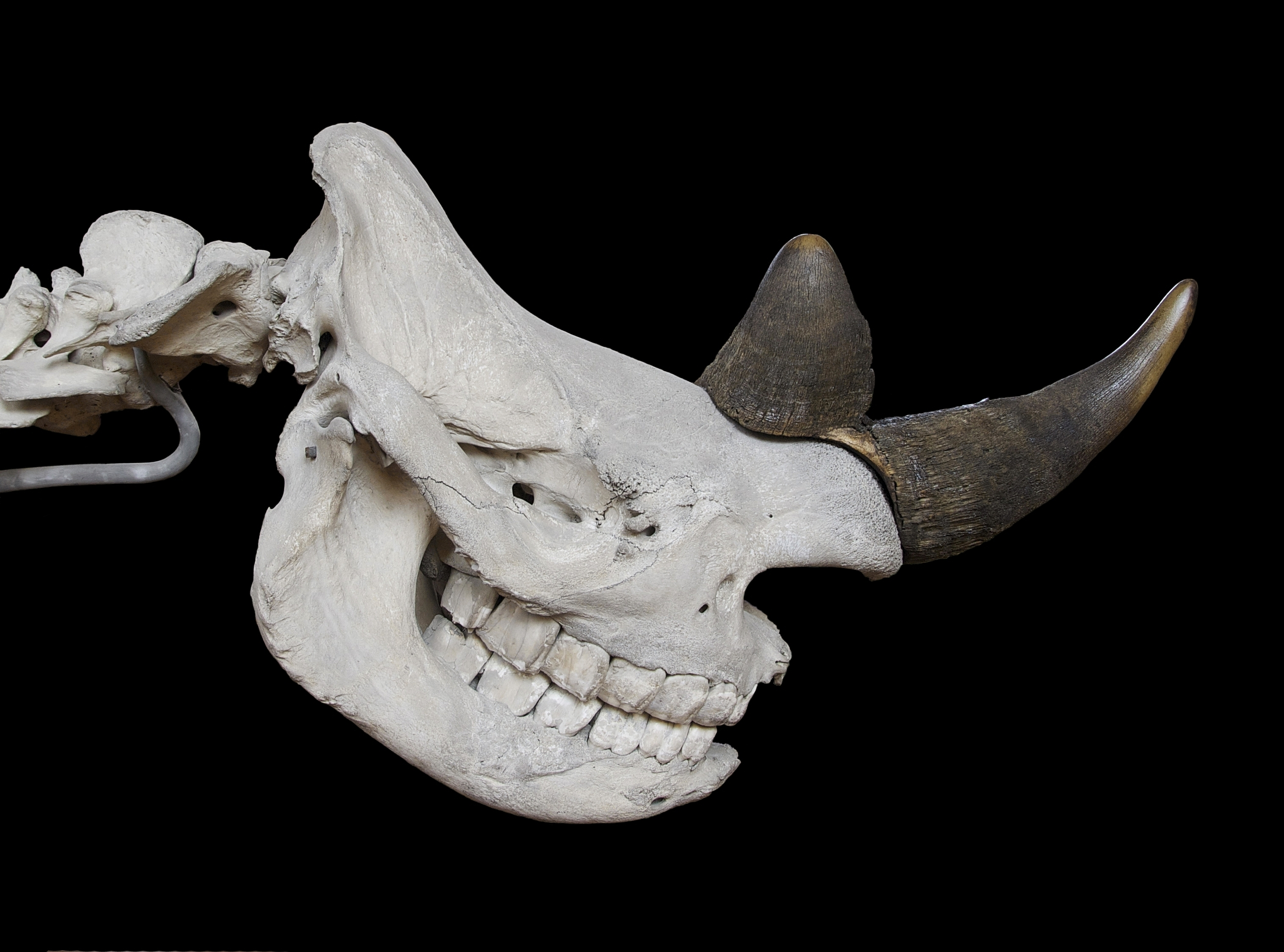
黑犀頭骨

在20世紀時，黑犀是所有犀牛中數量最多的一種。但由於辛巴威（Zimbabwe）盜獵嚴重在20世紀后半葉，黑犀的數量急劇下降，從70,000下降到1981年的10,000~15,000頭。1990年左右該數量又降到2500頭以下。根據2003年的資料顯示，黑犀的數量已有回升，約3,610頭。
黑犀牛（Diceros bicornis  ） 目前分佈於非洲12個國家，總數估計為6,421頭。黑犀牛族群由三個亞種組成，包括約2,583頭西南亞種（Db bicornis）、2,450頭南部亞種（Db minor）和1,388頭東部亞種（Db michaeli）。第四個亞種—西部黑犀牛（Db longipes ）－於2011年被宣布滅絕；其最後一次存在的證據是在2006年的喀麥隆。

## 外部連結
- - 黑犀的圖片和影像 
- 國際犀牛保護基金會